# Santon
| System                         | Oddział  | Piętro    | Wiek (mln lat) |
| ------------------------------ | -------- | --------- | -------------- |
| Paleogen                       | Paleocen | Dan       | młodsze        |
| Kreda                          | Górna    | Mastrycht | 66,0–72,1      |
| Kreda                          | Górna    | Kampan    | 72,1–83,6      |
| Kreda                          | Górna    | Santon    | 83,6–86,3      |
| Kreda                          | Górna    | Koniak    | 86,3–89,8      |
| Kreda                          | Górna    | Turon     | 89,8–93,9      |
| Kreda                          | Górna    | Cenoman   | 93,9–100,5     |
| Kreda                          | Dolna    | Alb       | 100,5–113,0    |
| Kreda                          | Dolna    | Apt       | 113,0–125,0    |
| Kreda                          | Dolna    | Barrem    | 125,0–129,4    |
| Kreda                          | Dolna    | Hoteryw   | 129,4–132,9    |
| Kreda                          | Dolna    | Walanżyn  | 132,9–139,8    |
| Kreda                          | Dolna    | Berrias   | 139,8–145,0    |
| Jura                           | Górna    | Tyton     | starsze        |
| Podział według IUGS, luty 2017 |          |           |                |

Santon (ang. Santonian)
- w sensie geochronologicznym – czwarty wiek późnej kredy w erze mezozoicznej, trwający około 2,7 milionów lat (od 86,3 ± 0,5 do 83,6 ± 0,2 mln lat). Santon jest młodszy od koniaku a starszy od kampanu.

- w sensie chronostratygraficznym – czwarte piętro górnej kredy, wyższe od koniaku a niższe od kampanu.

Stratotyp dolnej granicy santonu nie jest jeszcze zatwierdzony. Granica opiera się na pierwszym wystąpieniu małża Cladoceramus undulatoplicatus.
Nazwa pochodzi od miejscowości Saintes w zachodniej Francji.